# Серджо Матарела
Сѐрджо Матарѐла (на италиански: Sergio Mattarella) е италиански политик, адвокат и академик, който е 12-и и настоящ президент на Италия от 2015 г. Преди това е бил министър на парламентарните отношения от 1987 до 1989 г., министър на народното образование от 1989 до 1990 г., заместник министър-председател на Италия от 1998 до 1999 г. и министър на отбраната от 1999 до 2001 г. През 2011 г. той е избран за съдия в Конституционния съд. На 31 януари 2015 г. той е избран от италианския парламент за президент на Италианската република.

## Ранен живот
Серджо Матарела е роден в Палермо от видно сицилианско семейство. Неговият баща, Бернардо Матарела, бил антифашист, който заедно с Алчиде де Гаспери и други видни католически политици помогнал за създаването на партията Християнска демокрация, която почти петдесет години доминира на италианската политическа сцена, като Бернардо служи като министър няколко пъти. Братът на Серджо Матарела, Пиерсанти Матарела, също е бил християно-демократичен политик и президент на Сицилия от 1978 г. до смъртта си през 1980 г., когато е бил убит от сицилианската мафия.
През младостта си Серджо Матарела е бил член на Azione Cattolica, голяма католическа асоциация. През 1964 г. завършва право в Римския университет Сапиенца. След няколко години започва да преподава парламентарна процедура в университета в Палермо.